# مونیکیو (لاکویلا)
مونیکیو (به ایتالیایی: Monticchio) یک منطقهٔ مسکونی در ایتالیا است که در لاکوئیلا واقع شده‌است.